# Mbinon
Mbinon est un village du Cameroun situé dans la région du Nord-Ouest, le département du Bui et l'arrondissement de Noni, qui est le ressort territorial de la commune de Nkor. 

## Population
En 1969, la localité comptait 1 549 habitants, principalement des Noni. 
Lors du recensement de 2005, on y dénombrait 3 689 personnes.